# إيست مونبلير (فيرمونت)
إيست مونبلير (بالإنجليزية: East Montpelier, Vermont) هي بلدة تقع بولاية فيرمونت في الولايات المتحدة. تبلغ مساحتها 83.2 (كم²)، وترتفع عن سطح البحر 326 م، بلغ عدد سكانها 2576 نسمة في عام 2010 حسب إحصاء مكتب تعداد الولايات المتحدة .

## وصلات خارجية
- The US50 - Cities and Towns in Vermont State
- Vermont Cities and Towns, Facts, Map, Flag, Colleges, Government, and More